# Бірок (заповідне урочище)
Біро́к — заповідне урочище (лісове) в Україні. Розташоване в межах Дубенського району Рівненської області, неподалік від села Бірки. 
Площа 28,7 га. Статус надано згідно з рішенням облвиконкому від 22.11.1983 року № 343 (зміни згідно з рішенням облвиконкому від 18.06.1991 року № 98 та рішенням обласної ради від 29.10.2002 року № 58). Перебуває у віданні: ДП «Дубенський держспецлісгосп» (Смизьке л-во, кв. 1, вид. 1, 2, 4, 8, кв. 2, вид. 1, 8, 10, ). 
Статус надано для збереження частини лісового масиву з цінними насадженнями дуба і сосни.